# 게오르크 카를 폰 헤베시
게오르크 카를 폰 헤베시(독일어: Georg Karl von Hevesy, 헝가리어: Hevesy György 헤베시 죄르지[*], 1885년 8월 1일 ~ 1966년 7월 5일)은 헝가리의 화학자이다.

## 생애
오스트리아-헝가리 연합제국 시절 부다페스트에서 출생하여, 부다페스트 대학교와 독일 프라이부르크대학교에서 공부하였다. 덴마크 닐스 보어 연구소, 독일 프라이부르크 대학교, 영국 맨체스터 대학교, 스위스 취리히 연방 공과 대학교, 미국 코넬 대학교, 벨기에 겐트 대학교, 스웨덴 스톡홀름 대학교 등 유럽과 미국의 여러 명문대학들에서 연구하고 가르쳤다.

## 연구
희토류의 원소를 연구하여 멘델레예프 주기율표상에 당시까지 미발견으로 표기되지 못하고 있던, 양성자수 72개인 원소를 1923년 코스터와 함께 발견하였다. 그리고 이를 하프늄이라고 명명하였다. 또한 엑스선 분석을 화학에 응용하고, 동위 원소를 이용하여 생리학적 추적관찰법을 개척한 공로로 1943년 노벨 화학상을 받았다. 저서에 <방사능 지시약>이 있다.

## 같이 보기
- 아우구스트 크로그

## 참고 문헌
1. ↑  . doi:10.1098/rsbm.1967.0007. |제목=이(가) 없거나 비었음 (도움말)